# Crespi-Effekt
Der Crespi-Effekt (englisch Crespi effect) ist ein Teil der behavioristischen Lerntheorie und besagt, dass kleine Belohnungen (Anreize) vor einer größeren Belohnung zu einer Verstärkung des Verhaltens führen als wenn dies in umgekehrter Reihenfolge geschieht. Zweiteres kann in manchen Fällen sogar als eine Bestrafung empfunden werden. Der Effekt wurde 1942 nach dem US-amerikanischen Sozialpsychologen Leo Paul Crespi benannt.

## Untersuchung des Effekts
Der Sozialpsychologe Leo Paul Crespi trainierte zwei Gruppen von Ratten, die eine lange Strecke bis zu einer Futterbelohnung laufen sollten. Die erste Gruppe erhielt dabei eine große Belohnung und lief daher schneller. Die zweite Gruppe erhielt eine kleine Belohnung und lief deswegen deutlich langsamer. Später vertauschte Crespi die Größe der Belohnungen für die beiden Gruppen. Das Ergebnis war, dass Ratten, die bereits eine große Belohnung erhalten hatten, langsamer liefen als die Ratten, die noch keine erhielten. Diese liefen nämlich jetzt schneller.

## Nachwirkung
Clark L. Hull veröffentlichte 1943 eine neobehavioristische Triebtheorie über Reiz-Reaktionen (Hullsches Gesetz) und veränderte diese aufgrund des Crespi-Effekts in seinen Spätwerken. Hierbei betrachtete er die Habitstärke nur noch als Funktion der Anzahl von Verstärkungen und passte seine Theorie dementsprechend an.